# Peri Spiele
Perner Produktions GmbH ou Peri Spiele est un éditeur de jeux de société basé en Autriche.

## Quelques jeux édités
- Invers, 1991, Kris Burm
- Denker, 1991, Peter Solymosi
- Zatre, 1992, Manfred Shüling, As d'or Jeu de l'année  1998
- Das Gurkensolo, 1993, Niek Neuwahl
- Otto & Bruno, 1993, Niek Neuwahl
- Oxford, 1993, Kris Burm
- Pusher, 1993, Werner Falkhof, As d'or Jeu de l'année  1994
- Vega, 1993, Christian Raffeiner  & Helmut Walch
- Die Abenteuer des Kapitän Wackelpudding, 1994, Nicolas McGuire & Sean McGuire
- Nautilus, 1995, , Nicolas McGuire & Sean McGuire
- Tashkent 3x3, 1995, Kris Burm
- Tashkent 5x5, 1997, Kris Burm
- Bi-litaire, 1997, Kris Burm